# Richard Stilwell
Richard Stilwell III (né le 6 mai 1942 à Saint Louis) est un chanteur d'opéra américain, baryton. Il a chanté le rôle-titre de Billy Budd lors de la création de cet opéra au Metropolitan Opera, dirigé par John Dexter.

## Sources
- Myers, Eric, Reunion: Richard Stilwell,Opera News, June 2006, vol 70, no. 12
- Biography on Columbia Artists Management